# مراقبة الجمهور في المملكة المتحدة
نما استخدام المملكة المتحدة للمراقبة الإلكترونية من تطوير استخبارات الإشارات وفك الشفرات الرائد خلال الحرب العالمية الثانية. تشكلت مكاتب الاتصالات الحكومية البريطانية في فترة ما بعد الحرب؛ وشاركت في برامج مثل تعاون الخمس أعين للدول الناطقة باللغة الإنجليزية. ركز هذا على اعتراض الاتصالات الإلكترونية، وذلك مع الزيادات الكبيرة في قدرات المراقبة بمرور الوقت. كشفت سلسلة من التقارير الإعلامية في عام 2013 عن قدرات جمع ومراقبة كبيرة؛ بما في ذلك عمليات الجمع والمشاركة بين مكاتب الاتصالات الحكومية البريطانية ووكالة الأمن القومي الأمريكية. وصفت وسائل الإعلام وجماعات الحريات المدنية ذلك بمراقبة الجمهور. توجد قدرات مماثلة في دول أوروبا الغربية الأخرى مثل فرنسا.
تخضع مراقبة الاتصالات الإلكترونية في المملكة المتحدة للقوانين الصادرة عن برلمان المملكة المتحدة. يجب أن يكون الوصول إلى محتوى الرسائل الخاصة على وجه الخصوص (أي اعتراض اتصال مثل بريد إلكتروني أو اتصال هاتفي) مصرحًا به بموجب أمر موقع من وزير الخارجية. ينص القانون على الحوكمة والضمانات المتعلقة باستخدام المراقبة الإلكترونية. قدم قانون سلطات التحقيق لعام 2016 المزيد من الرقابة، بما في ذلك اشتراط مراجعة القضاة للأوامر التي يأذن بها وزير الخارجية، وذلك بالإضافة إلى سلطات المراقبة الجديدة.
قضت الهيئة القضائية التي تشرف على أجهزة الاستخبارات في المملكة المتحدة، وهي محكمة سلطات التحقيق، في ديسمبر عام 2014 بأن الإطار التشريعي في المملكة المتحدة لا يسمح بمراقبة الجمهور؛ وإن ممارسات مكاتب الاتصالات الحكومية البريطانية بتجميع وتحليل البيانات بالجملة لا تصب في إطار مراقبة الجمهور. توصلت تقارير مستقلة أخرى، بما في ذلك تقرير لجنة الاستخبارات والأمن التابعة للبرلمان، إلى هذا الرأي رغم إيجادها لأوجه نقص سابقة في الرقابة والكشف، وقالت إنه ينبغي تبسيط الإطار القانوني لتحسين الشفافية. استمرت مجموعات الحريات المدنية البارزة والصحف واسعة النطاق في التعبير عن وجهات نظر قوية على العكس من ذلك؛ بينما انتقدت وكالات الاستخبارات البريطانية والأمريكية وغيرها وجهات النظر هذه بدورها.
تحتفظ الهيئات الحكومية المختلفة بقواعد بيانات حول المواطنين والمقيمين في المملكة المتحدة. تشمل هذه «جملة مجموعات البيانات» مثل السجلات الطبية. صرحت وزيرة الداخلية في يناير عام 2016 بأنها لن تقيد مجموعات البيانات التي يمكن الوصول إليها لمثل هذه الأغراض؛ ولن تذكر ما إذا كانت الاتصالات المحمية من الوصول إلى أجهزة إنفاذ القانون، مثل مصادر الصحفيين والامتيازات القانونية، قد يمكن الوصول إليها بشكل سري أم لا. كان انتشار كاميرات المراقبة بالفيديو في المملكة المتحدة قد يكون أمرًا مبالغًا فيه تاريخيًا؛ وذلك على الرغم من أن استخدامها كان أمرًا شائعًا كما هو الحال في العديد من البلدان. توجد أحكام قانونية تقيد وتتحكم في جمع المعلومات، وتخزينها، والاحتفاظ بها، واستخدامها في قواعد البيانات الحكومية؛ وتُلزِم الحكومات المحلية أو قوات الشرطة التي تعمل بكاميرات المراقبة بالفيديو بالامتثال لوثيقة قواعد السلوك، وهي وثيقة ممارسات كاميرات المراقبة.

## قواعد البيانات الوطنية
تحتفظ الهيئات الحكومية المختلفة بقواعد بيانات حول المواطنين والمقيمين في المملكة المتحدة. توجد أحكام قانونية تتحكم في جمع المعلومات، وتخزينها، والاحتفاظ بها، واستخدامها في قواعد البيانات الحكومية وتقييدها بموجب قانون حماية الحريات لعام 2012.

### بصمات الأصابع والحمض النووي
تحتفظ الشرطة البريطانية بسجلات تضم 5.5 مليون بصمة وأكثر من 3.4 مليون عينة من الحمض النووي في قاعدة بيانات الحمض النووي الوطنية. هناك استخدام متزايد لبصمات الأصابع على جوانب الطرق عبر استخدام سلطات الشرطة الجديدة للتحقق من الهوية. أثيرت مخاوف في عام 2010 بشأن الاستخدام غير المنظم للمقاييس الحيوية (البيومترية) في المدارس، مما يؤثر على الأطفال الصغار. فرضت الحكومة واجبات قانونية على المدارس في حال رغبتها في استخدام المعلومات البيومترية الخاصة بالتلاميذ عبر قانون حماية الحريات لعام 2012.

### تتبع المركبات
زادت الجهود الجارية في جميع أنحاء البلاد لتتبع تحركات المركبات على الطرق، وتجسد ذلك في البداية باستخدام شبكة وطنية من الكاميرات على جوانب الطرق متصلة بأنظمة التعرف التلقائي على لوحة الأرقام. تتبعوا وسجلوا وخزنوا تفاصيل الرحلات على الطرق الرئيسية وعبر مراكز المدن. تُخزَّن هذه المعلومات لمدة عامين. اقتُرِحت بعد ذلك أنظمة معلوماتية بعدية إلزامية على متن المركبة لتسهيل فرض الرسوم.

### النقل العام
يمكن لنظام الدفع عبر بطاقة أويستر في لندن تتبع حركة الأفراد من خلال نظام النقل العام، وذلك على الرغم من وجود خيار مجهول المصدر. تستخدم رسوم الازدحام في لندن الرؤية الحاسوبية لتعقب لوحات أرقام السيارات.

### السفر إلى الخارج
تبين في فبراير عام 2009 أن الحكومة كانت تخطط لإنشاء قاعدة بيانات لتتبع وتخزين سجلات جميع الرحلات الدولية من وإلى المملكة المتحدة. كانت قاعدة البيانات ستحتفظ بسجلات الأسماء، والعناوين، وأرقام الهواتف، وحجوزات المقاعد، ومسارات السفر، وتفاصيل بطاقة الائتمان، والتي سيُحتفَظ بها «لمدة لا تزيد عن 10 سنوات». بدأت عمليات التحقق من خروج جوازات السفر على حدود المملكة المتحدة في أبريل عام 2015، وذلك بالإضافة إلى الشروع في تخزين بيانات جميع المسافرين عند مغادرتهم المملكة المتحدة.

### الاحتجاجات
راقبت فرق الاستخبارات المتقدمة التابعة للشرطة المتظاهرين السياسيين والبيئيين والصحفيين. خُزِّنت المعلومات التي جمعوها في قاعدة البيانات الجنائية.

## شبكات الدائرة التلفزيونية
يمكن اعتبار الجمع بين الدائرة التلفزيونية ونظام التعرف على الوجه شكلًا من أشكال مراقبة الجمهور، وشًرِع في استخدامه على نطاق واسع. جُرِّب هذا النوع من الأنظمة في المطارات لمقارنة الوجوه بجوازات السفر البيومترية؛ ويمكن مقارنة مثل هذا التطبيق بفحوصات تحديد الهوية الحالية على الحدود.
جربت مدينة وستمنستر في عام 2005 الميكروفونات المثبتة إلى جانب كاميرات الدوائر التلفزيونية. أوضح مجلس وستمنستر أن الميكروفونات كانت جزءًا من مبادرة لمعالجة الضوضاء الحضرية ولن «تُستخدم للتطفل»؛ ولكن يبدو أن التعليقات من المتحدث باسم المجلس تشير ضمنيًا إلى أنه يمكنهم التقاط تيار صوتي إلى جانب بث الفيديو، وذلك بدلاً من مجرد الإبلاغ عن مستويات الضوضاء. توقفت التجارب في عام 2008 مع عدم وجود خطط أخرى للاستخدام.
نشرت وزارة الداخلية في عام 2013 عبر السلطات المحلية والحكومية وثيقة ممارسات كاميرات المراقبة، بما في ذلك أنظمة التعرف التلقائي على لوحة الأرقام. تجسد هدف الوثيقة بالمساعدة في التأكيد على أن استخدام الدوائر التليفزيونية «يتميز بالموافقة، ويجب أن تكون هذه الموافقة من جانب المجتمع المحلي موافقة مستنيرة ولا يفترضها مشغل النظام. ينبغي اعتبار المراقبة عن طريق الموافقة مماثلة لعمل الشرطة بالموافقة».

### عدد الكاميرات
لا تستخدم الهيئات الحكومية الغالبية العظمى من كاميرات الدوائر التلفزيونية، بل يستخدمها الأفراد أو الشركات، وخاصة لمراقبة التصميمات الداخلية للمحلات التجارية والشركات. كان العدد الإجمالي لكاميرات الدوائر التلفزيونية التي تديرها الحكومة المحلية حوالي 52 ألف في جميع أنحاء المملكة المتحدة، وذلك وفقًا لطلبات قانون حرية المعلومات لعام 2011.
قدر مقال نُشر في مجلة سي سي تي في إيماج عدد الكاميرات التي تديرها الحكومة المحلية والخاصة في المملكة المتحدة بحوالي 1.85 مليونًا في عام 2011. استند التقدير إلى استقراء ناتج عن دراسة شاملة للكاميرات العامة والخاصة داخل الولاية القضائية لشرطة تشيشير. يعمل هذا كمتوسط كاميرا واحدة لكل 32 شخصًا في المملكة المتحدة، وذلك على الرغم من أن كثافة الكاميرات تختلف بشكل كبير من مكان إلى آخر. يدعي تقرير تشيشير أن الشخص العادي في يوم عادي يمكن رؤيته بواسطة 70 كاميرا من كاميرات الدائرة التلفزيونية.
يعتبر الرقم المذكور في تقرير تشيشير أكثر موثوقية من دراسة سابقة لمايكل ماكهيل وكلايف نوريس في مشروع أوربانآي والتي نُشرت في عام 2002.، قدر ماكهيل ونوريس عدد كاميرات المراقبة في لندن الكبرى، استنادًا إلى عينة صغيرة موجودة على الطريق السريع في مقاطعة باتني، بحوالي 500 ألف، وإجمالي عدد الكاميرات في المملكة المتحدة بحوالي 4.2 مليون. تمتلك المملكة المتحدة وفقًا لتقديراتهم كاميرا واحدة لكل 14 شخصًا. اقتُبِس هذا الرقم على نطاق واسع، وذلك على الرغم من الاعتراف منذ عدة سنوات بأن المنهجية الكامنة وراء هذا الرقم معيبة. غالبًا ما يُخلط بين الرقم 500 ألف الخاص بلندن الكبرى مع رقم الكاميرات التي تديرها الشرطة والحكومة المحلية في مدينة لندن، والتي بلغ عددها حوالي 650 كاميرا في عام 2011.
قدرت مجموعة مستخدمي الدائرة التلفزيونية أن هناك حوالي 1.5 مليون كاميرا من كاميرات الدوائر التلفزيونية الحكومية الخاصة والمحلية في مراكز المدن، والمحطات، والمطارات، ومناطق البيع بالتجزئة الرئيسية في المملكة المتحدة. لا يشمل هذا الرقم أنظمة المراقبة الأصغر مثل تلك التي يمكن العثور عليها في المتاجر المحلية في زاويا الشوارع، وبالتالي فهو يتماشى بشكل عام مع تقرير تشيشير.
حدد البحث الذي أجراه المركز الإسكتلندي لأبحاث الجريمة والعدالة، واستنادًا إلى مسح لجميع السلطات المحلية الاسكتلندية، أن هناك أكثر من 2200 كاميرا مراقبة فضائية عامة في اسكتلندا.